# Edgaras Jankauskas
Edgaras Jankauskas (Vilnius, 12 maart 1974) is een gewezen Litouwse voetballer en huidig voetbalcoach. Jankauskas is de bondscoach van het Litouws elftal.

## Carrière
Edgaras Jankauskas begon op jonge leeftijd te voetballen bij FK Žalgiris Vilnius, de club uit zijn geboortestad Vilnius. Toen hij 16 jaar oud was, debuteerde hij in de eerste ploeg van Žalgiris Vilnius. Hij werd snel een titularis en viel op met zijn neus voor doelpunten. In 1996 maakte hij de overstap naar het grote CSKA Moskou. Ook daar viel hij op met zijn doelpuntensaldo. Na enkele maanden ruilde hij de club in voor Torpedo Moskou. Maar ook daar bleef Jankauskas niet lang.
In de zomer van 1997 trok Club Brugge o.a. Khalilou Fadiga, Aleksandar Ilić, Nordin Jbari en trainer Eric Gerets aan. Jankauskas volgde in november 1997. Bij Club werd hij een vaste waarde diep in de spits. Op het einde van het seizoen veroverde hij de landstitel met Club Brugge. Medio seizoen 1999–2000 kwam er een transfer naar Real Sociedad. Zijn vertrek werd opgevangen met het aantrekken van de latere cultheld Andrés Mendoza. Jankauskas verhuisde naar Spanje, maar werd in 2002 uitgeleend aan SL Benfica. Daar maakte hij een goede beurt, want het Portugese FC Porto bood hem wat later een contract aan.
In drie seizoenen Porto kwam hij regelmatig aan spelen toe. In 2003 pakte hij met FC Porto, dat onder leiding van José Mourinho stond, de UEFA Cup en een jaar later de Champions League. In 2004 leende Porto Jankauskas uit aan het Franse OGC Nice, maar echt schitteren kon de Litouwer daar niet.
In 2005 keerde Jankauskas terug naar zijn geboorteland. Hij sloot zich aan bij FBK Kaunas. In 2006 won hij met die club de A Lyga. Een seizoen later werd de ondertussen 33-jarige spits aan Heart of Midlothian FC, zijn tiende club, uitgeleend. Beide clubs werden beheerd door Vladimir Romanov, die de overstap regelde. Van Schotland naar Cyprus, waar Jankauskas zich aansloot bij AEK Larnaca. In januari 2008 belandde de spits bij CF Belenenses, waar hij na reeds enkele maanden zijn contract verbrak. Jankauskas stapte op en trok naar FC Skonto Riga.
Begin 2009 leek Jankauskas een punt te zetten achter zijn carrière. Maar de Litouwer hing zijn voetbalschoenen echter niet aan de haak. De aanvaller keerde terug naar zijn geboortestad Vilnius en voetbalde nog even voor REO Vilnius alvorens een contract te tekenen bij New England Revolution, een Amerikaanse club uit de Major League Soccer (MLS). Bij die club scoorde hij een doelpunt dat in aanmerking kwam voor de MLS Goal of the Year-trofee. In 2011 besloot hij zijn spelersloopbaan bij Fakel Voronezj waarna hij assistent-trainer van Lokomotiv Moskou werd.

## Nationale ploeg
In 1991 werd Edgaras Jankauskas voor de eerste maal opgeroepen voor de nationale ploeg van Litouwen. Hij maakte zijn debuut op 15 november 1991 in Klaipėda tegen Estland. Zijn 56ste en laatste interland speelde hij op 11 oktober 2008 in Belgrado tegen Servië. Jankauskas maakte in totaal tien doelpunten gedurende zijn interlandcarrière.
| Interlanddoelpunten | Interlanddoelpunten | Interlanddoelpunten   | Interlanddoelpunten | Interlanddoelpunten | Interlanddoelpunten | Interlanddoelpunten | Interlanddoelpunten |
| #                   | Datum               | Locatie               | Tegenstander        | Goal(s)             | Uitslag             | Wedstrijd           |                     |
| ------------------- | ------------------- | --------------------- | ------------------- | ------------------- | ------------------- | ------------------- | ------------------- |
| 1                   | 05/10/1996          | Vilnius, Litouwen     | IJsland             | 1–0                 | 2–0                 | WK-kwalificatie     |                     |
| 2                   | 09/10/1996          | Vilnius, Litouwen     | Liechtenstein       | 1–0                 | 2–1                 | WK-kwalificatie     |                     |
| 3                   | 30/04/1997          | Eschen, Liechtenstein | Liechtenstein       | 1–0                 | 2–0                 | WK-kwalificatie     |                     |
| 4                   | 03/06/2000          | Kaunas, Litouwen      | Armenië             | 1–1                 | 1–2                 | Oefeninterland      |                     |
| 5                   | 15/08/2001          | Kaunas, Litouwen      | Israël              | 1–1                 | 2–3                 | Oefeninterland      |                     |
| 6                   | 04/09/2004          | Charleroi, België     | België              | 1–1                 | 1–1                 | WK-kwalificatie     |                     |
| 7                   | 08/09/2004          | Kaunas, Litouwen      | San Marino          | 1–0                 | 4–0                 | WK-kwalificatie     |                     |
| 8                   | 08/09/2004          | Kaunas, Litouwen      | San Marino          | 2–0                 | 4–0                 | WK-kwalificatie     |                     |
| 9                   | 06/02/2007          | Parijs, Frankrijk     | Mali                | 1–1                 | 1–3                 | Oefeninterland      |                     |
| 10                  | 12/09/2007          | Kaunas, Litouwen      | Faeröer             | 1–0                 | 2–1                 | EK-kwalificatie     |                     |

## Erelijst

### Club
Žalgiris Vilnius:
- Kampioen van Litouwen: 1991, 1992
- Beker van Litouwen: 1991, 1993, 1994

Club Brugge:
- Kampioen van België: 1998
- Belgische Supercup: 1998

Porto:
- Kampioen van Portugal: 2003, 2004
- Beker van Portugal: 2003
- Portuguese Supercup: 2003, 2004
- UEFA Cup: 2003
- UEFA Champions League: 2004

Hearts:
- Beker van Schotland: 2006

### Individueel
- Litouws Speler van het Jaar: 1997, 1998, 2000, 2001, 2004

### Nationale ploeg
- Baltische Cup: 1991